# Phasenlinie
Als Phasenlinie bezeichnet man in der Thermodynamik eine Linie im Phasendiagramm eines Stoffes oder Stoffgemisches, welche verschiedene Zustände miteinander verbindet. Grenzt eine Phasenlinie verschiedene Phasen voneinander ab, so spricht man von einer Phasengrenzlinie.